# Stagno di Cannigione
Lo stagno di Cannigione è una zona umida situata in prossimità della costa settentrionale della Sardegna. Appartiene amministrativamente al comune di Arzachena.

Lo stagno, che ha un'estensione di circa 36 ettari, è alimentato dal rio di San Giovanni e, con il vicino stagno di Paduli Saloni, fa parte di un'area particolarmente interessante sotto l'aspetto faunistico. Sono state infatti censite 180 specie di uccelli, delle quali 77 nidificanti.